# The Life of Pablo
The Life of Pablo (в переводе с англ. — «Жизнь Пабло») — седьмой студийный альбом американского рэпера Канье Уэста, выпущенный 14 февраля 2016 года лейблами GOOD Music и Def Jam Recordings. В альбоме представлен целый ряд приглашённых вокалистов, включающий Фрэнка Оушена, Chance the Rapper, The-Dream, Янг Тага, Кендрика Ламара, Рианну, The Weeknd, Ty Dolla Sign, Kid Cudi и других. При создании его инструменталов так же было привлечено множество соучастников, возглавляемых Уэстом, в числе которых, в частности: Майк Дин, Рик Рубин, Метро Бумин и Хадсон Мохоук. Звукозаписывающие сессии для альбома проводились в различных локациях по миру начиная с Италии, Мексики и заканчивая Торонто, Нью-Йорком и Лос-Анджелесом.
Поддержали альбом такие промосинглы, как «Real Friends», «No More Parties in LA» и «30 Hours», которые были выпущены в сочетании с концепцией Уэста GOOD Fridays — когда тот еженедельно выкладывал песни бесплатно. Альбом был представлен эксклюзивно в стриминг-сервисе Tidal, следом за продолжительной чередой его дозаписи и окончательной доработки, включая многочисленные изменения последовательности треков и названия за несколько недель до релиза. После релиза The Life of Pablo был встречен как признанием, так и сдержанными отзывами музыкальных критиков, обративших особое внимание на его калейдоскопический музыкальный диапазон и разбросанность, если сравнивать с предшествующими альбомами Уэста.

## Название
Название альбома несколько раз менялось. Финальная версия стала известна менее чем за неделю до релиза. Первоначальное название альбома, So Help Me God (дословно — «И да поможет мне Бог!»; фраза, используемая в качестве клятвы в США), было анонсировано 1 марта 2015 года вместе с обложкой, на которой был изображён монашеский символ Девы Марии XIII века. 3 мая рэпер сменил название на SWISH, отметив, что он может сменить название ещё раз. 24 января 2016 года Уэст опубликовал фотографию блокнотного листа со списком композиций альбома. На следующий день он опубликовал твит «новое название альбома — Waves» и изменённую версию данного листа, с названием альбома, заменённым на Waves (в переводе с англ. — «Волны»), а также подписями и рисунками других музыкантов. Однако данное название не понравилось рэперу Wiz Khalifa, который заявил, что Уэст украл его у рэпера Max B и попросил «не забирать волну». В результате между музыкантами в Твиттере возникла ссора, в ходе которой он высказался как о Халифе, так и о его сыне Себастьяне и бывшей жене Эмбер Роуз (с которой сам Уэст ранее встречался). Позже, 3 февраля в интервью на радио Power 105.1 Халифа заявил, что Уэст извинился перед ним.
9 февраля USA Today опубликовала статью «Является ли Канье Уэст величайшим деятелем искусства 21-го века?». Рэпер опубликовал ссылку на статью в своём Твиттере с комментарием «наконец-то они поняли». После этого он заявил, что название в очередной раз меняется. Первоначально он опубликовал сокращённый вариант названия — T.L.O.P, заявив, что те, кто смогут отгадать полный вариант, получат пару кроссовок, посвящённых музыканту, и билеты на его шоу Yeezy Season 3, на котором состоялась премьера альбома. Всего правильный вариант отгадали 33 человека. Позже был опубликован полный вариант, ставший финальным — The Life of Pablo (в переводе с англ. — «Жизнь Пабло»). Существует несколько версий относительно значения этого названия. Некоторые фанаты считают, что Уэст сравнивает себя с Пабло Эскобаром, знаменитым наркобароном. Однако большинство сходится во мнении, что рэпер сравнивает себя с художником Пабло Пикассо, поскольку его имя появляется в поиске Google по запросу «Greatest Artist of the 20th Century». Сам Канье сравнивает себя с ними обоими в композиции «No More Parties in LA». Также в своём Твиттере он написал, что название альбома The Life Of Pablo нужно расшифровывать как «Житие Апостола Павла».

## Релиз и продвижение
The Life of Pablo был выпущен 14 февраля 2016 года на стриминговом сервисе Tidal. Изначально предполагалось, что альбом будет продаваться эксклюзивно через Tidal одну неделю, после чего он станет доступен для всех популярных платформ. Однако позже, через 2 дня после релиза, Канье Уэст заявил в Твиттере, что альбом будет продаваться только через Tidal и после окончания первой недели. На следующий день стало известно, что альбом был скачан более 500 000 раз с различных торрент-трекеров и что по количеству сидеров на трекере The Pirate Bay он обогнал альбом Рианны Anti более чем в три раза.

### Итоговый список
| Публикации             | Компания                                        | Год  | Позиция | Ref.   |
| ---------------------- | ----------------------------------------------- | ---- | ------- | ------ |
| The A.V. Club          | The A.V. Club’s Top 50 Albums of 2016           | 2016 | 18      | [ 21 ] |
| BBC Radio 1            | The 12 Best Albums of 2016                      | 2016 | N/A     | [ 22 ] |
| Billboard              | Billboard’s 50 Best Albums of 2016              | 2016 | 2       | [ 23 ] |
| Complex                | The 50 Best Albums of 2016                      | 2016 | 4       | [ 24 ] |
| Dazed                  | The 20 Best Albums of 2016                      | 2016 | 5       | [ 25 ] |
| Digital Spy            | 20 Best Albums of 2016                          | 2016 | 7       | [ 26 ] |
| Dummy Mag              | The 25 Best Albums of 2016                      | 2016 | 1       | [ 27 ] |
| Entertainment Weekly   | Best Albums of 2016                             | 2016 | 11      | [ 28 ] |
| Esquire                | The 30 Best Albums of 2016                      | 2016 | 5       | [ 29 ] |
| FLOOD Magazine         | The Best Records of 2016                        | 2016 | 8       | [ 30 ] |
| The Guardian           | Best Albums of 2016                             | 2016 | 4       | [ 31 ] |
| HotNewHipHop           | Hottest 20 Albums of 2016                       | 2016 | 2       | [ 32 ] |
| Idolator               | The 10 Best Albums of 2016                      | 2016 | 3       | [ 33 ] |
| The Independent        | Best Albums of 2016                             | 2016 | 10      | [ 34 ] |
| The Irish Times        | Top 10 Albums of 2016                           | 2016 | 7       | [ 35 ] |
| Les Inrockuptibles     | Les 50 Meilleurs Albums de 2016                 | 2016 | 6       | [ 36 ] |
| The Nation             | The Ten Best Albums of 2016                     | 2016 | N/A     | [ 37 ] |
| New York (Vulture)     | The 15 Best Albums of 2016                      | 2016 | 5       | [ 38 ] |
| The New York Times     | The Best Albums of 2016 (Jon Caramanica’s list) | 2016 | 1       | [ 39 ] |
| The New Zealand Herald | The 20 Best Albums of 2016                      | 2016 | 4       | [ 40 ] |
| NME                    | NME’s Albums of the Year 2016                   | 2016 | 2       | [ 41 ] |
| Paste                  | The 50 Best Albums of 2016                      | 2016 | 11      | [ 42 ] |
| Pitchfork              | The 50 Best Albums of 2016                      | 2016 | 5       | [ 43 ] |
| Rap-Up                 | Rap-Up’s Best Albums of 2016                    | 2016 | 2       | [ 44 ] |
| The Ringer             | The Best Albums of 2016                         | 2016 | 4       | [ 45 ] |
| Rolling Stone          | 50 Best Albums of 2016                          | 2016 | 8       | [ 46 ] |
| Slant Magazine         | The 25 Best Albums of 2016                      | 2016 | 2       | [ 47 ] |
| Spin                   | The 50 Best Albums of 2016                      | 2016 | 13      | [ 48 ] |
| Splice Today           | Top 10 Records of 2016                          | 2016 | 2       | [ 49 ] |
| Stereogum              | The 50 Best Albums of 2016                      | 2016 | 9       | [ 50 ] |
| Time Out London        | The Best Albums of 2016                         | 2016 | 1       | [ 51 ] |
| Tiny Mix Tapes         | 2016: Favorite 50 Music Releases                | 2016 | 3       | [ 52 ] |
| Uproxx                 | The 20 Best Albums of 2016                      | 2016 | 10      | [ 53 ] |
| Us Weekly              | Best Albums of 2016                             | 2016 | 5       | [ 54 ] |
| USA Today              | The 50 Best Albums of 2016                      | 2016 | 9       | [ 55 ] |
| The Village Voice      | Pazz & Jop Critics Poll of 2016                 | 2016 | 10      | [ 56 ] |

## Приём критиков
| Совокупная оценка    | Совокупная оценка |
| Источник             | Оценка            |
| -------------------- | ----------------- |
| Metacritic           | 79/100            |
| Оценки критиков      |                   |
| Источник             | Оценка            |
| Allmusic             | [ 58 ]            |
| The A.V. Club        | A                 |
| Chicago Tribune      | [ 60 ]            |
| The Daily Telegraph  | [ 61 ]            |
| Entertainment Weekly | B+                |
| The Guardian         | [ 63 ]            |
| Mojo                 | [ 64 ]            |
| Newsday              | A                 |
| Pitchfork Media      | 9/10              |
| Rolling Stone        | [ 67 ]            |

Обозревая альбом для The Daily Telegraph, Нил Маккормик написал, что «The Life Of Pablo является определённо богатым с музыкальной точки зрения битком, набитым прекрасными идеями», но заключил, что «он настолько самолюбивый, что переходит в самообман, отмеченный столь ощутимым отсутствием перспективы и объективности — это как если бы [Уэст] действительно упустил из виду элементарные основы своего искусства.» Алексис Петридис из The Guardian описал альбом, как «один трек за другим — бессвязный, хаотичный, глубоко разочаровывающий, впечатляющий нахальством и абсолютно приводящий в ярость», предполагая: «он, как представляется, имел идеи, которыми его забросали так, что он стал смотреться беспорядочным и непоследовательным».
По мнению российского музыкального критика Александра Горбачёва, «„The Life of Pablo“ — это моментальная съёмка злободневной американской поп-музыки настоящего момента, иллюстрированный компендиум, изящно провязывающий между собой все релевантные течения: трэп („Pt. 2“), новый RnB („FML“), оцифрованный дансхолл, реанимированный соул и так далее, вплоть до вечного боговдохновенного госпела и ретрофутуристического электро с оглядкой на 80-е („Fade“). В каком-то смысле „The Life of Pablo“ наглядно демонстрирует ключевой культурный процесс, в рамках которого хип-хоп превращается из жанра в своего рода матрицу, оптику, поглощающую и подчиняющую себе всё остальное».

## Список композиций
Адаптировано с официального сайта мистера Уэста и сервиса Tidal.
| №                   | Название                                                          | Автор(ы) | Продюсер(ы) | Длительность |
| ------------------- | ----------------------------------------------------------------- | --- | --- | ------------ |
| 1.                  | «Ultralight Beam» (при участии Chance the Rapper и Kirk Franklin) | Канье Уэст Майк Дин Келли Прайс [англ.] Териус Нэш Нико Сигал Кирк Франклин Кассим Дин Чанселор Беннетт Джером Поттер Сэмюэл Гризмер                                                                                         | Уэст Дин Ченс де Рэпер Суизз Битз Рик Рубин [b] Дерек Уоткинс [англ.] [b] Плейн Пэт [англ.] [a] DJ Dodger Stadium [a] Ноа Голдстин [a] | 5:20         |
| 2.                  | «Father Stretch My Hands Pt. 1» (при участии Kid Cudi)            | Уэст Скотт Мескади М. Дин Кайдел Янг Аллен Риттер [англ.] Поттер Гризмер Беннетт Т.Л. Барретт | Уэст Дин Рубин Метро Бумин [b] DJ Dodger Stadium [a] Аллен Риттер [a] Голдстин [a]                                                     | 2:15         |
| 3.                  | «Pt. 2» (при участии Desiigner)                                   | Уэст Янг Сидней Селби III Аднан Кан Барретт | Уэст Менэс Плейн Пэт [b] Шоу [a] | 2:10         |
| 4.                  | «Famous» (при участии Рианны)                                     | Уэст Янг Кежуан Мучита Ноа Голдстин Эндрю Доусон [англ.] М. Дин Беннетт К. Дин Джимми Уэбб Уинстон Райли [англ.] Луис Бакалов Энцо Вита [англ.] Серджо Бардотти [англ.] Джампьеро Скаламонья [англ.]                         | Уэст Хэвок Голдстин [b] Чарли Хит [b] Эндрю Доусон [англ.] [b] Хадсон Мохоук [a] Дин [a] Плейн Пэт [a]                                 | 3:16         |
| 5.                  | «Feedback»                                                        | Уэст Янг Дариус Дженкинс К. Рейчел Милс Маркус Бёрд Беннетт Ардалан Сарфараз Фарид Заланд [англ.] | Уэст Хит [b] Голдстин [b] | 2:27         |
| 6.                  | «Low Lights»                                                      | Уэст М. Дин Поттер Гризмер Сэнди Ривера [англ.] | Уэст DJ Dodger Stadium Дин [a] | 2:11         |
| 7.                  | «Highlights» (при участии Young Thug)                             | Уэст Нэш Янг Джеффри Уильямс М. Дин Грег Филлингейнс [англ.] Тайлер Брайант [англ.] Пэт Рейнольдс | Уэст Дин Вилэс [англ.] [b] Саутсайд [b] Плейн Пэт [a] Голдстин [a]                                                                     | 3:19         |
| 8.                  | «Freestyle 4» (при участии Desiigner)                             | Уэст М. Дин Янг Селби III Росс Бирчард Поттер Гризмер Голдстин Элисон Голдфрапп Роберт Лок Тимоти Норфолк Уильям Грегори [англ.]                                                                                             | Уэст Хадсон Мохоук [b] Голдстин [b] Дин [b] DJ Dodger Stadium [a] Шоу [a] Тревор Герекис [a]                                           | 2:03         |
| 9.                  | «I Love Kanye»                                                    | Уэст | Уэст | 0:44         |
| 10.                 | «Waves» (при участии Chris Brown)                                 | Уэст Крис Браун Янг Тони Уильямс [англ.] Элон Рутберг Бирчард Уоткинс М. Дин Мескади Беннетт Леленд Т. Уэйн Фред Братуэйт Робин Дигс Кевин Фергюсон Теодор Ливингстон Дэррил Мейсон Джеймс Уиппер                            | Уэст Хит Мохоук [b] Метро Бумин [b] Дин [b] Энтони Килхоффер [a]                                                                       | 3:01         |
| 11.                 | «FML» (при участии The Weeknd)                                    | Уэст Абель Тесфайе Янг М. Дин Доусон Голдстин Уэйн Кристиан Богс Дженкинс Милс Бёрд Бирчард Лоуренс Кэссиди [англ.] Винсент Кэссиди [англ.] Пол Уиггин [англ.]                                                               | Уэст Митус Метро Бумин [b] Голдстин [b] Дин [b] Хадсон Мохоук [a] Доусон [a]                                                           | 3:56         |
| 12.                 | «Real Friends» (при участии Ty Dolla Sign)                        | Уэст Мэтью Сэмюэлс Адам Фини Мучита Даррен Кинг [англ.] Янг Гленда Проби Тайрон Гриффин-мл. Дин Голдстин Джалил Хатчинс Лоуренс Смит                                                                                         | Уэст Boi-1da Фрэнк Дьюкс [b] Хэвок [b] Даррен Кинг [англ.] [a] Дин [a] Голдстин [a]                                                    | 4:11         |
| 13.                 | «Wolves» (при участии Caroline Shaw)                              | Уэст Маркус Хёйберг Алан Бринсмид [англ.] Голдстин Рутберг Янг Райан Макдермотт М. Дин Kirby Lauryen | Уэст Кэжмир Кэт Синджин Хоук [англ.] Дин Голдстин [a] Шоу [a]                                                                          | 5:01         |
| 14.                 | «Frank's Track» (при участии Фрэнка Оушена)                       | Уэст Фрэнк Оушен Høiberg Brinsmead | Уэст Кэжмир Кэт Sinjin Hawke | 0:38         |
| 15.                 | «Siiiiiiiiilver Surffffeeeeer Intermission»                       | Чарли Уингейт [англ.] Карим Харбуш | Уэст | 0:56         |
| 16.                 | «30 Hours»                                                        | Уэст Обри Грэм М. Дин Артур Расселл Корнелл Хейнс Джейсон Эпперсон [англ.] Фаррелл Уильямс Чарльз Браун [англ.] | Уэст Каррим Риггинс [англ.] Дин Голдстин [a]                                                                                           | 5:23         |
| 17.                 | «No More Parties in LA» (при участии Kendrick Lamar)              | Уэст Отис Джексон-мл. Кендрик Дакворт Джон Уотсон [англ.] Уолтер Моррисон [англ.] Херберт Руни [англ.] Рональд Бин [англ.] Хайли Кризо Деннис Коулс Ларри Грэм Тина Грэм Сэм Дис [англ.]                                     | Уэст Мэдлиб | 6:14         |
| 18.                 | «Facts (Charlie Heat Version)»                                    | Уэст Янг Эрнест Браун Николас Смит О. Грэм Леленд Т. Уэйн Нейведиус Уилберн | Уэст Килхоффер [b] Бенджи-Би [англ.] [b] Дин [b] Чарли Хэндсом [b] DJ Dodger Stadium [a] Голдстин [a]                                  | 3:20         |
| 19.                 | «Fade» (при участии Post Malone и Ty Dolla Sign)                  | Уэст Гриффин-мл. Post Malone М. Дин Поттер Гризмер Норман Уитфилд [англ.] Эдди Холланд [англ.] Корнелиус Грант [англ.] Ларри Хёрд Роберт Оуэнс Луи Вега [англ.] Рональд Кэрролл [англ.] Барбара Такер [англ.] Харольд Мэтьюс | | 6:12         |
| 20.                 | «Saint Pablo»                                                     | Уэст Гриффин-мл. Sampha Sisay М. Дин Ritter Shawn Carter Deric Angelettie Ronald Lawrence Whitfield | Уэст Дин Ritter [b] DJ Dodger Stadium [a] Голдстин [a]                                                                                 |              |
| Общая длительность: | Общая длительность:                                               | Общая длительность: | Общая длительность: | 66:01        |

#### Использованные семплы
Адаптировано с официального сайта мистера Уэста.
- «Father Stretch My Hands Pt. 1» и «Pt. 2» содержат семплы «Father Stretch My Hands», написанной и исполненной Pastor T.L. Barrett при участии Youth for Christ.
- «Pt. 2» содержит семплы «Panda», написанной Sidney Selby III и Adnan Khan и исполненной Desiigner.
- «Famous» содержит семплы «Do What You Gotta Do», написанной Jimmy Webb и исполненной Nina Simone; семплы «Bam Bam», написанной Winston Riley[англ.] и исполненной Sister Nancy; а также семплы «Mi Sono Svegliato E… Ho Chiuso Gli Occhi», написанной Luis Bacalov, Sergio Bardotti[англ.], Giampiero Scalamogna[англ.] и Enzo Vita[англ.] и исполненной Il Rovescio della Medaglia[англ.].
- «Feedback» содержит семплы «Talagh», написанной Ardalan Sarfaraz и Farid Zaland[англ.] и исполненной Googoosh.
- «Low Lights» содержит семплы «So Alive (Acapella)», написанной Sandy Rivera[англ.] и исполненной Kings of Tomorrow[англ.].
- «Freestyle 4» содержит семплы «Human[англ.]», написанной Элисон Годфрапп, William Gregory[англ.], Robert Locke и Timothy Norfolk и исполненной Goldfrapp.
- «Waves» содержит семплы «Fantastic Freaks at the Dixie», написанной Fred Bratwaithe, Robin Diggs, Kevin Ferguson, Theodore Livingston, Darryl Mason и James Whipper II[англ.] и исполненной Fantastic Freaks[англ.].
- «FML» содержит интерполяции «Hit», написанной Lawrence Cassidy[англ.], Vincent Cassidy и Paul Wiggin и исполненной Section 25[англ.].
- «Real Friends» содержит интерполяции «Friends», написанной Jalil Hutchins и Lawrence Smith и исполненной Whodini.
- «Wolves» содержит семплы «Walking Dub», написанной и исполненной Sugar Minott[англ.].
- «30 Hours» содержит семплы «Answers Me», написанной и исполненной Arthur Russell; интерполяции «E.I.[англ.]», написанной Cornell Haynes и Jason Epperson[англ.] и исполненной Nelly; а также интерполяции «Hot in Herre[англ.]», написанной Cornell Haynes, Pharrell Williams и Charles Brown[англ.] и исполненной Nelly.
- «No More Parties in L.A.» содержит семплы «Give Me My Love», написанной и исполненной Johnny "Guitar" Watson[англ.]; семплы «Suzie Thundertussy», написанной и исполненной Walter «Junie» Morrison[англ.]; семплы «Mighty Healthy», написанной Herbert Rooney[англ.], Ronald Bean[англ.], Highleigh Crizoe и Dennis Coles и исполненной Ghostface Killah; семплы «Stand Up and Shout About Love», написанной Larry Graham Jr., Tina Graham и Sam Dees[англ.] и исполненной Larry Graham.
- «Facts (Charlie Heat Version)» содержит семплы «Dirt and Grime», написанной Nicholas Smith и исполненной Father’s Children; интерполяции «Jumpman», написанной Aubrey Graham, Leland Wayne и Nayvadius Wilburn и исполненной Drake и Future; а также элементы Street Fighter 2.
- «Fade» содержит семплы «(I Know) I’m Losing You[англ.]», написанной Eddie Holland[англ.], Norman Whitfield[англ.] и Cornelius Grant[англ.] и исполненной Rare Earth; семплы «(I Know) I’m Losing You», написанной Eddie Holland, Norman Whitfield и Cornelius Grant и исполненной The Undisputed Truth[англ.]; семплы «Mystery of Love», написанной Larry Heard и Robert Owens и исполненной Mr. Fingers[англ.]; семплы «Deep Inside», написанной Louie Vega[англ.] и исполненной Hardrive; а также семплы «I Get Lifted (The Underground Network Mix)», написанной Louie Vega, Ronald Carroll[англ.], Barbara Tucker[англ.] и Harold Matthews и исполненной Barbara Tucker.

## Чарты

### Еженедельные чарты
| Чарты (2016)                           | Высшая позиция |
| -------------------------------------- | -------------- |
| Канада (Canadian Albums Chart)         | 6              |
| Дания (Hitlisten)                      | 2              |
| Нидерланды (Album Top 100)             | 8              |
| Финляндия (Suomen virallinen lista)    | 5              |
| Ирландия (IRMA)                        | 8              |
| Норвегия (VG-lista)                    | 1              |
| Швеция (Sverigetopplistan)             | 2              |
| Великобритания (UK Albums Chart)       | 30             |
| США (Billboard 200)                    | 1              |
| США (Billboard Top R&B/Hip-Hop Albums) | 2              |

### Итоговые чарты
| Чарт (2016)                           | Позиция |
| ------------------------------------- | ------- |
| Danish Albums (Hitlisten)             | 12      |
| Dutch Albums (MegaCharts)             | 72      |
| US Billboard 200                      | 27      |
| US Top R&B/Hip-Hop Albums (Billboard) | 88      |

## История релиза
| Дата            | Формат(ы)                      | Лейбл        | Прим.  |
| --------------- | ------------------------------ | ------------ | ------ |
| 14 февраля 2016 | Стриминг (эксклюзив для Tidal) | GOOD Def Jam | [ 17 ] |
| 31 марта 2016   | Apple Music                    | GOOD Def Jam | [ 17 ] |